# Нейплс, Эл
Алоисиус Фрэнсис Нейплс (англ. Aloysius Francis Naples ; 29 августа 1926, Статен-Айленд, Нью-Йорк — 26 февраля 2021, Орлинс, Массачусетс) — американский бейсболист, шортстоп. Выступал в Главной лиге бейсбола в 1949 году в составе клуба «Сент-Луис Браунс».

## Биография
Эл Нейплс родился 29 августа 1926 года в Статен-Айленде в Нью-Йорке. Он был одним из трёх детей в семье Алоисиуса Нейплса, работавшего менеджером в брокерской фирме, и его супруги Мэй, домохозяйки. Имел испанские, немецкий и ирландские корни. Нейплс окончил католическую старшую школу святого Петра, играл за её команды по бейсболу и баскетболу, выигрывал чемпионат Нью-Йорка в обоих видах спорта.
Сразу после окончания школы Нейплс поступил на военную службу. Около двух лет он служил на эсминце Charles R. Ware, участвовал в патрулировании в Северной Атлантике. Во время службы занимался боксом. После демобилизации Нейплс вернулся в Нью-Йорк, играл за полупрофессиональную бейсбольную команду, спонсируемую компанией Gulf Oil, затем получил баскетбольную стипендию в Джорджтаунском университете.
В университете Нейплс провёл три года, изучая математику и играя в баскетбол и бейсбол. Главный тренер бейсбольной команды университета Джо Джадж прочил ему будущее игрока Главной лиги бейсбола. Этот прогноз сбылся в июне 1949 года, когда клубу «Сент-Луис Браунс» потребовался шортстоп для замены травмированных Боба Диллинджера и Джерри Придди. При подписании контракта ему заплатили большой по тем временам бонус в размере 5000 долларов. В составе «Браунс» Нейплс сыграл в двух матчах, после чего на тренировке сломал палец на руке. Для восстановления руководство клуба отправило его в фарм-команду «Спрингфилд Браунс». Там Нейплс сыграл 56 матчей, отбивая с показателем 23,2 %.
Перед стартом сезона 1950 года его перевели в команду «Сан-Антонио», но туда Нейплс не приехал, решив закончить образование. Руководство Сент-Луиса внесло его в ограничительный список. На этом игровая карьера Нейплса фактически завершилась. Он продолжил учиться, шесть лет провёл на вечернем отделении Нью-Йоркского университета, затем окончил магистратуру в Фордемском университете. Получив педагогическое образование, Нейплс устроился преподавателем математики в старшую школу Реджис, а затем в школу святого Петра, где учился сам. В обеих школах он также тренировал бейсбольные и баскетбольные команды.
С 1956 по 1958 год Нейплс работал в школе имени Дуайта Морроу, затем в течение тридцати лет был учителем в школе Ривер Делл, одной из первых в США, где в образовательном процессе начали использовать компьютеры. В конце 1980-х годов он вышел на пенсию. Вместе с супругой Роуз он переехал в Массачусетс, где жило большинство из их семи детей.
В начале 1990-х годов Нейплс лечился от лейкемии. Позже болезнь вернулась, в ноябре 2019 года он прошёл курс химиотерапии. Он скончался 26 февраля 2021 года в Орлинсе, ему было 94 года.